# 新猪名川大橋
新猪名川大橋（しんいながわおおはし）は、大阪府池田市、兵庫県川西市にある猪名川に架かる道路橋である。
阪神高速11号池田線川西小花出入口‐池田木部第一出入口間にある。
愛称はビッグハープ。

## 概要
猪名川に対し25度の角度で渡河している。
北東側が大阪府池田市、南西側が兵庫県川西市。自動車専用道路のため、徒歩、自転車、原付での通行はできない。
2径間連続プレストレスト・コンクリート斜張橋としては日本最大規模である。
ライトアップは、祝日のみで、平日、土曜日、日曜日は点灯しない（以前は土日もライトアップしていた。ただし、五月山のさくら祭りの時期は平日も点灯）。
薄暮時から点灯し始め、22時で消える。　

## 歴史
- 1994年9月 - 着工。
- 1997年 - 土木学会田中賞、PC技術協会賞 (作品部門) 受賞[3]。
- 1998年4月2日 - 開通。

## データ
- 全長‐400.0m[3]
- 幅‐20.7m[3]
- 塔の高さ‐90m[2]
- 形式‐2径間連続プレストレスト・コンクリート斜張橋
- ケーブル‐56本[1]
- ケーブル形式‐2面ファン型マルチケーブル[2]

斜材(ケーブル)容量は1850tf (重量トン)、斜材長は最大210m。いずれもプレストレスト・コンクリート斜張橋としては日本最大規模である。

## 周辺
最寄駅は能勢電鉄妙見線絹延橋駅、最寄バス停は阪急バス絹延橋バス停、中橋バス停。絹延橋駅は川西市、絹延橋、中橋バス停は池田市にある。
- 絹延橋（北側）
- 中橋（南側）
- 国道173号（能勢街道、池田市）
- 五月山（池田市）
- 五月山公園（池田市）

## 関連リンク
- CVV(Civil Veterans & Volunteers)HP：新猪名川大橋(SHININAGAWA BRIDGE)